# The Godfather Part III
The Godfather Part III (bra: O Poderoso Chefão Parte III; prt: O Padrinho - Parte III) é um filme americano de 1990 dirigido por Francis Ford Coppola e com roteiro baseado em livro de Mario Puzo. O roteiro insere versões para recontar e interligar de forma fictícia eventos reais, tais como a súbita morte do Papa João Paulo I (1978) e o escândalo do Banco Ambrosiano (1981-1982). O filme estrelado por Al Pacino, Diane Keaton, Talia Shire e Andy Garcia. Na 63º edição dos Oscars, The Godfather Part III foi indicado em sete categorias, incluindo Melhor Filme, Melhor Diretor (Coppola) e Melhor Ator Coadjuvante (Garcia).

## Sinopse
A história do filme começa em 1979, com um breve flashback sobre os momentos trágicos da Família Corleone. Michael Corleone está com 59 anos de idade e ainda se sente culpado pelo desenrolar dos acontecimentos. Seu irmão adotivo, Tom Hagen, está morto. A propriedade dos Corleone em Lago Tahoe está abandonada. Michael e Kay haviam se divorciado em 1959 e ela ficou com a custódia dos dois filhos, Anthony e Mary. Michael retorna a Nova Iorque, onde usa sua energia e poder para restaurar sua dignidade e reputação.
Michael criou e se tornou mantenedor de uma instituição de caridade, a Fundação Vito Corleone. Durante uma cerimônia na Catedral de Saint Patrick, presidida pelo arcebispo Gilday, Michael é agraciado com a comenda de Comendador da Ordem de São Sebastião. Enquanto isso, Kay revela que Anthony sabe sobre a morte de Fredo (irmão de Michael, morto no segundo filme a mando dele) e que, por isso, quer largar a faculdade de Direito para se dedicar à musica, se distanciando dos negócios da família.
Vincent Mancini (Andy Garcia), filho ilegítimo de Sonny Corleone (morto no primeiro filme), aparece na festa após a cerimônia. Ele se envolvera numa disputa com Joey Zasa, um perigoso chefão mafioso ligado aos Corleone. Michael acaba por apoiar Vincent e o convida a entrar para a família e, mais tarde, Zasa se declara inimigo de Michael. Michael continua com seus planos e negocia com o Banco do Vaticano uma operação milionária, ajudado pelo Arcebispo Gilday. Mary, filha de Michael, se interessa por Vincent e os dois iniciam um relacionamento, a desgosto de Michael.
Após escapar de um ataque, Michael tem um derrame diabético e é hospitalizado. Enquanto isso, Zasa é morto por Vincent a mando de Connie, irmã de Michael. A família, então, viaja para a Sicília, para prestigiar a apresentação musical de Anthony (Cavalleria Rusticana). Michael, através de Vincent, descobre que corre risco de ser morto por um assassino (Mosca de Montelepre), contratado pelos integrantes do Banco do Vaticano. Porém, com a morte de Don Tommasino, antigo amigo da família, prometera que não mais pecaria. Então, renuncia e nomeia Vincent como o novo chefe da família, colocando como condição que ele encerrasse o relacionamento com Mary. Vincent concorda.
Vincent ordena a morte dos inimigos de Michael e se prepara para protegê-lo durante a apresentação de Anthony. Na apresentação, Mosca mata os guarda-costas de Vincent e, ao fim do espetáculo, tenta matar Michael, desferindo dois tiros: o primeiro acerta o ombro de Michael e o segundo acerta o peito de Mary, matando-a. Vincent, então, mata o assassino. Michael se desespera.
Dezessete anos depois, Michael está sentado numa cadeira, na antiga vila de Don Tommasino, quando morre, sozinho.

## Mudança de comportamento
Torna-se visível no último filme a mudança de comportamento de Michael Corleone, pois evidencia sua tentativa de legalizar os negócios da família, inclusive se afastando dos demais membros da comissão (reunião de todos os gângsters de Nova Iorque).
Outro ponto importante é a demonstração de carinho que ele revela aos seus filhos, principalmente à sua filha, e a preocupação com ela quando esta se relaciona com Vincent.
O temperamento e as falas de Michael se tornam mais amenas, demonstrando a necessidade de se retirar de suas atuações antigas, inclusive na tentativa de fazer com que sua ex esposa volte para ele.
O filme demonstra as preocupações e fantasmas que povoam a mente de Michael, principalmente a culpa pelo assassinato de seu irmão Fredo (Parte II). Tal situação se torna visível quando ele, sofrendo uma crise de diabetes, chama pelo nome do irmão morto, ou mesmo, quando ao se confessar com o futuro Papa, demonstra seu arrependimento pela ordem de morte dada contra o irmão.

## Elenco
| Ator             | Papel                                          |
| ---------------- | ---------------------------------------------- |
| Al Pacino        | Michael Corleone                               |
| Diane Keaton     | Katherine "Kay" Adams                          |
| Andy Garcia      | Vincent "Vinnie" Mancini/Don Vincenzo Corleone |
| Talia Shire      | Constanzia "Connie" Corleone                   |
| Sofia Coppola    | Mary Corleone                                  |
| Eli Wallach      | Don Altobello                                  |
| Joe Mantegna     | Joey Zasa                                      |
| George Hamilton  | B.J. Harrison                                  |
| Bridget Fonda    | Grace Hamilton                                 |
| Raf Vallone      | Cardeal Lamberto                               |
| Franc D'Ambrosio | Anthony Vito Corleone                          |
| Donal Donnelly   | Arcebispo Gilday                               |
| Richard Bright   | Al Neri                                        |
| Helmut Berger    | Frederick Keinszig                             |
| Don Novello      | Dominic Abbandando                             |
| John Savage      | Padre Andrew Hagan                             |
| Vittorio Duse    | Don Tommasino                                  |
| Enzo Robutti     | Don Licio Lucchesi                             |
| Al Martino       | Johnny Fontane                                 |
| Mario Donatone   | Mosca                                          |

## Principais prêmios e indicações
Oscar 1991 (EUA)
- Indicado nas categorias de Melhor Filme (Francis Ford Coppola), Melhor Diretor (Francis Ford Coppola), Melhor Ator Coadjuvante (Andy Garcia), Melhor Canção (Carmine Coppola e John Bettis por Promise Me You'll Remember), Melhor Montagem (Barry Malkin, Lisa Fruchtman e Walter Murch), Melhor Direção de Arte e Melhor Fotografia (Gordon Willis).

Globo de Ouro 1991 (EUA)
- Indicado nas categorias de Melhor Filme (Francis Ford Coppola), Melhor Diretor (Francis Ford Coppola), Melhor Ator em Drama (Al Pacino), Melhor Ator Coadjuvante (Andy Garcia), Melhor Trilha Sonora (Carmine Coppola), Melhor Canção (Carmine Coppola e John Bettis por Promise Me You'll Remember) e Melhor Roteiro (Francis Ford Coppola e Mario Puzo).

Chicago Film Critics Association Awards 1991 (EUA)
- Indicado nas categorias de Melhor Filme (Francis Ford Coppola), Melhor Diretor (Francis Ford Coppola), Melhor Ator Coadjuvante (Andy Garcia).

American Society of Cinematographers 1991 (EUA)
- Indicado nas categorias de Melhor Fotografia (Gordon Willis).

Quadros de prata 1992 (ESP)
- Venceu na categoria de Melhor Filme Estrangeiro (Francis Ford Coppola).

Framboesa de Ouro 1991 (EUA)
- Venceu na categoria de Pior Atriz Coadjuvante (Sofia Coppola) e Pior Revelação (Sofia Coppola).